# AND1
AND1 est une entreprise et une marque de chaussures de basket et d'équipement de basket-ball. Fondé en 1993, son siège social était à Paoli en Pennsylvanie avant de déménager à Aliso Viejo en Californie.

## Histoire
En 1993, AND1 est un projet universitaire de Seth Berger, Jay Coen Gilbert et Tom Austin, à l'Université de Pennsylvanie. Le nom And1 vient d'une expression américaine utilisée lorsqu'un joueur met un panier pendant qu'un joueur adverse lui fait une faute, lui accordant ainsi un lancer franc supplémentaire.
Le premier d'une longue liste à signer chez And1 est le joueur NBA Stephon Marbury en 1996.
Fin 1998, Ron Naclerio, coach de l'équipe de la Benjamin Cardozo High school du Queens à New York, remet une cassette vidéo de streetball à AND1. La cassette contient des séquences de mauvaises qualités où l'on voit Rafer Alston. Alston est alors à l'Université d'État de Californie à Fresno et rentre à la draft 1998. La vidéo devient bientôt la "Skip tape", de Skip to my Lou, le surnom de Rafer Alston. Le joueur signe alors chez AND1.
Le succès viendra en 1999 avec l'arrivée dans le giron de AND1 d'une star du basket NBA: le quadruple All-Star Latrell Sprewell. Délaissé par son sponsor, Latrell Sprewell s'associe avec les fondateurs de la marque. Cette année-là, Sprewell, qui emmène son équipe des New York Knicks en finale NBA, va populariser la marque et lui assurer un succès retentissant.
AND1 réalise ensuite sa première publicité avec notamment des joueurs NBA : Darrell Armstrong, Rex Chapman, Larry Hughes, Raef LaFrentz, Toby Bailey et Miles Simon. La "Skip tape" est copié 50 000 fois et devient la première "Mix tape" de AND1 distribué gratuitement en huit semaines, ce qui va faire de Rafer Alston une célébrité. Lorsque And1 et Foot Locker deviennent partenaires, AND1 évolue vers un programme national.

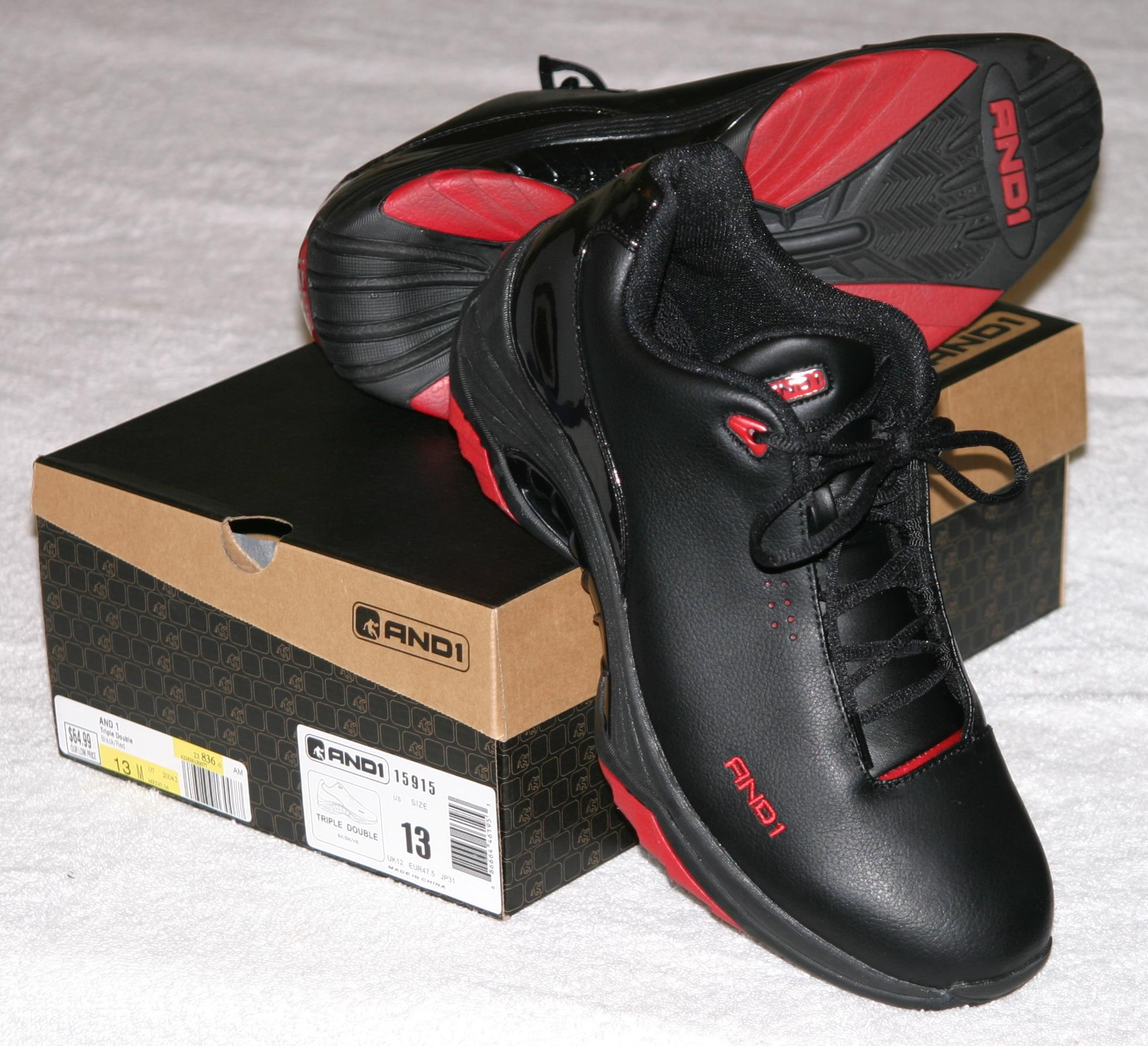
Une paire de chaussures de basket-ball AND1.

Pendant l'été 1999, la marque crée la AND1 Mix Tape, gratuite, 200 000 vidéos sont distribuées en trois semaines.
AND1 va progressivement partir à la recherche des meilleurs streetballers pour les faire jouer dans son équipe pour ses AND1 Mixtape Tour et ses vidéos AND1 Mixtape, ainsi qu'à la conquête du monde.
Le chiffre d'affaires de AND1 passe de 1 million de dollars en 1993, à 150 millions de dollars en 2005. La marque existe dans 130 pays et est portée par les équipes nationales de basket-ball de la Slovénie, de Porto Rico et de la Turquie.
Après le peu de succès de Street Hoops, un jeu vidéo de streetball avec les joueurs de son équipe, AND1 sort en 2006 AND 1 Streetball.